# Lukas Daschner
Lukas Stephan Horst Daschner (* 1. Oktober 1998 in Duisburg) ist ein deutscher Fußballspieler, der seit 2025 beim FC St. Gallen unter Vertrag steht. Zuvor spielte er von 2013 bis 2020 beim MSV Duisburg, von 2020 bis 2023 beim FC St. Pauli und von 2023 bis 2025 beim VfL Bochum.

## Karriere
Daschner spielte im Jugendbereich zuerst für die Duisburger Vereine SV Beeckerwerth und Hamborn 07, ehe er 2010 in die Nachwuchsabteilung des Bundesligisten FC Schalke 04 wechselte. Mit dem Wechsel in die Jugend des MSV Duisburg kehrte er 2013 in seine Heimatstadt zurück.
Nachdem er im B- und im A-Jugendbereich Stammspieler war, wurde Daschner am 2. September 2016 bei einer Begegnung des Niederrheinpokals gegen den Post SV Solingen erstmals in der ersten Mannschaft eingesetzt. Im April 2017 unterzeichnete der damals 18-Jährige einen Profivertrag für die Drittligamannschaft. Am 20. Mai 2017 wurde er im letzten Saisonspiel bei einem 5:1-Sieg gegen den FSV Zwickau in der 84. Minute für Zlatko Janjić eingewechselt. Damit war er am Gewinn der Drittligameisterschaft und dem gleichbedeutenden Aufstieg in die 2. Bundesliga beteiligt. Im Oktober 2017 gab er im Heimspiel gegen Eintracht Braunschweig (0:0) sein Zweitligadebüt. Sein erstes Profitor gelang ihm in der Folgesaison im September 2018 beim 3:3 im Auswärtsspiel beim 1. FC Magdeburg. Am Ende der Spielzeit 2018/19 stieg Daschner mit dem MSV wieder in die 3. Liga ab.
Zur Saison 2020/21 wechselte Daschner zum FC St. Pauli, bei dem er einen Vertrag bis zum 30. Juni 2023 erhielt. Am Ende der Saison 2022/23 wurde auf der Vereinswebseite des FC St. Pauli bekanntgegeben, dass Daschner den Verein nach drei Jahren verlassen wird und ablösefrei zum VfL Bochum in die 1. Bundesliga wechselt.
Anfang Februar 2025 wechselte er auf Leihbasis bis zum Saisonende zum FC St. Gallen in die Schweizer Super League. Zur Saison 2025/26 wurde Daschner von den Schweizern fest verpflichtet.